# Carmen Zandonadi
Carmen Zandonadi (18 luglio 1942) è un'ex cestista italiana.

## Carriera
Con l'Italia ha disputato i Campionati europei del 1968.